# Oksywie

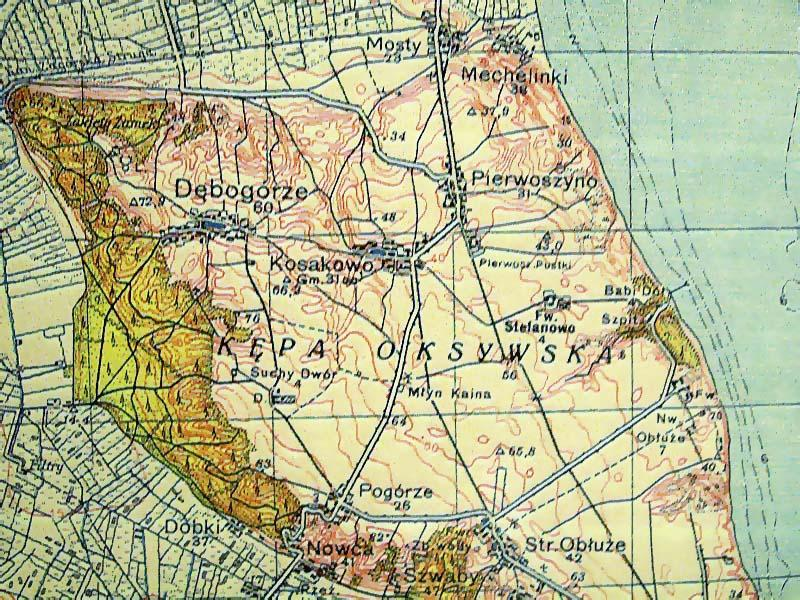
Un fragment de Kępa Oksywska sur la carte de Gdynia et des environs en 1935.

Oksywie (Òksëwié, en allemand : Oxhöft) est un district côtier de Gdynia bordant les quartiers suivants de la ville : Babie Doły (du nord), Obłuże (de l’ouest) et Śródmieście (du sud), ainsi que la mer Baltique à l’est. La frontière s’étend du nord de la rue Zielona à l’intersection avec la rue col Dąbka, puis de la rue col Dąbka à la rue Benisławskiego, de la rue Benisławskiego ouest à la rue Śmidowicza, de la rue Śmidowicza sud à la rive de la mer, de l’est le long du bord de mer.

## Origine du nom
Le nom Oksywie est apparu à partir du XIIe siècle. Il dérive probablement du vieux mot scandinave oxihoved, qui signifie la tête d’un bœuf, qui pourrait être une référence à la forme de Kępa Oksywska. Les documents conservés indiquent les variantes suivantes du nom : Oxsiua, Oxive, Okciua, Oxue, Oxivia, Oxiuia, Oxiwia, Oxiew, Oxivija.
Une autre théorie de l’origine du nom est la « fenêtre de sel », en raison des dépôts de sel se produisant sous terre, on suppose qu’il pourrait y avoir eu une source de sel ici.

## Historique
Oksywie est la plus ancienne colonie située dans l’actuelle Gdynia.
Au cours des siècles suivants, le district a également été témoin d’événements historiques importants, car c’est ici que dans les premiers jours de la Seconde Guerre mondiale (10 septembre au 19 septembre 1939) la défense de Kępa Oksywska a eu lieu. Les Allemands ont changé le nom du district en Oxhöft. Vers la fin de la guerre en Europe, entre le 28 mars et le 5 avril 1945, Oksywie fut le dernier point de résistance des Allemands à Gdynia, qui était sous leur occupation, contre l’avancée de l’Armée rouge. En 2015, une bande côtière a été construite le long de la côte maritime pour un coût de 19 millions de PLN, servant également de promenade d’une longueur de 1,7 km, avec accès depuis Kolonia Rybacka (entrée n° 5),.
Dans le district, il y a ou il y avait des bâtiments tels que:
- Maison de torpilles post-allemande « Formoza »
- Académie navale située dans les bâtiments classiques de l’équipe de commandement de la flotte construite de 1924 à 1930[5]
- La plus ancienne église de Gdynia, Saint-Michel Archange, fondée par Świętopełk, datant de 1224. Le mur occidental de la partie la plus ancienne du temple a été conservé à ce jour. Elle est entourée d’un cimetière mentionné pour la première fois en 1687[6].
- Deux funiculaires sur la falaise d’Oksywski. Le premier chemin de fer descend vers la plage près de la boucle de bus 152 (avec un wagon, sans voie de dépassement, sur une voie de 620 mm de large, utilisée régulièrement pour transporter du poisson et du matériel, ne transporte pas de personnes). Le deuxième chemin de fer est situé à environ 1,4 km au nord, dans la soi-disant colonie de pêche à Babich Dołach (fermé)[7].
- Mausolée de Gustaw Orlicz-Dreszer.
- Centre de technologie maritime.
- Un abri historique en béton (bunker) T-750 de la Seconde Guerre mondiale à l’intersection des rues col. Dąbka, Dickmana et Bosmańska. Un abri identique est situé à polska street, appartient à l’autorité portuaire de Gdynia et a été utilisé comme champ de tir pendant des années[8].

Le navire lance-missiles polonais ORP Oksywie tire son nom du district.
En 2020, un appel d'offres a été lancé pour la conception et la construction d’une salle de sport et de 2 terrains de sport à l’école primaire n° 33 de la rue Godebskiego.